# رومان سايس
رومان غانم بول سايس (مواليد 26 مارس 1990) هو لاعب كرة قدم مغربي يلعب كقلب دفاع في نادي السد القطري، وهو قائد المنتخب المغربي.

## النشأة
ولد رومان سايس يوم 26 مارس 1990، بمنطقة أوفيرن-رون ألب في فرنسا من أب مغربي يرجع أصله إلى مدينة ورزازات ومن أم فرنسية في دروم بفرنسا ، كان والده رضوان سايس لاعب كرة قدم سابق يلعب بنوادي الهواة بفرنسا.
نشأ رومان سايس في جنوب فرنسا وكان معجبا كبيرا بنادي أولمبيك مارسيليا،  تشبث بكرة القدم منذ الصغر وبدأ بممارسة كرة القدم بنادي بلدته بسن مبكرة .

## المسيرة الكروية

### البداية
بدأ رومان سايس مسيرته بنادي أولمبيك فالانس خلال موسم 2010-2011 بدوري الدرجة الخامسة الفرنسي ، تتبعه سيباستيان ريغاتش بهذا الموسم قبل ان يقدمه على خوان نويل كابيزاس مدرب فريق كليرمونت فوت الرديف . انضم رومان سايس للنادي سنة 2011 وبعد الأداء الجيد الذي قدمه أصبح يتدرب مع النادي الأول للفريق وليشارك في أول مباراة احترافية له مع الفريق فيما بعد ثم وقع أول عقد أحترافي في سنة 2012.

### الأحتراف بفرنسا

#### لوهافر
بعد موسم كامل مع فريق كليرمونت فوت شارك فيه بمعظم المباريات أنتقل رومان سايس إلى نادي لوهافر الممارس بالدوري الفرنسي الدرجة الثانية عام 2013 لعب أول مباراة معهم يوم 2 غشت 2013 وكانت هذه المبارة بداية موسمين قضاهم مع الفريق سجل خلالها 3 أهداف من 61 مباراة شارك بها .

#### أنجيه
أنتقل رومان سايس سنة 2015 إلى الدوري الفرنسي الدرجة الاولى ليوقع مع فريق أنجيه في 3 يوليوز 2015.
لعب أول مباراة له بملعب مونبلييه يوم 8 غشت 2015 بحيث كان يرتدي رقم 28 مع فريقه الجديد . في 14 ماي 2016 لعب رومان سايس المباراة 37 و الاخيرة مع النادي قبل ان ينتقل لانجلترا.

### الأنتقال لأنجلترا
انتقل رومان سايس لنادي ولفرهامبتن بأربعة ملايين أورو لعقد مدته اربع سنوات ليمارس بدوري البطولة الإنجليزية ، لعب أول مباراة له يوم 17 شتنبر 2016 ضد نيوكاسل يونايتد. حظي رومان سايس بتقدير المدرب نونو اسبيريتو سانتو . أنهى ناديه الموسم الأول في المركز 15  قبل ان يحققوا الصعود للدوري الانجليزي الممتاز الموسم التالي ، بحيث قدم رومان سايس أداء رائع وشارك ب 54 مباراة مع ناديه بهذا الموسم .
في موسم 2018-2019 شارك اللاعب في 19 مباراة في الدوري الانجليزي الممتاز ، بحيث استطاع تحقيق المركز السابع مع فريقه والتأهل إلى منافسات الدوري الاوروبي .
في الموسم الحالي لعب رومان سايس معظم مباريات النادي بالدوري كما شارك ضمن مباريات الدوري الاوروبي لأول مرة في مسيرته .

## المسيرة الدولية
أستدعى رشيد الطاوسي مدرب المنتخب الوطني رومان سايس لأول مرة في نوفمبر 2012 ، ليشارك بمباراة ودية بين المنتخب المغربي والمنتخب التوغولي .
عند وصول هيرفي رونار لمنصب مدرب المنتخب المغربي وضع المدرب ثقته في رومان في تصفيات كأس العالم 2018 (أفريقيا) وكذلك في مسابقة كأس إفريقيا للأمم 2017 . منذ بداية عام 2017 قام المدرب الفرنسي بوضع رومان سايس في الدفاع المركزي إلى جانب مهدي بنعطية.
في 17 مايو 2018 سيتم اختيار رومان سايس للمشاركة في كأس العالم 2018 مع المغرب.
تسلم رومان سايس شارة كابتن المنتخب أول مرة في 15 أغسطس 2019 ، وذلك بعد اعتزال قائد المنتخب السابق مهدي بنعطية عقب الإقصاء من كأس أمم إفريقيا 2019.
في 23 ديسمبر 2021 تم إدراج اسم سايس في قائمة المدرب السابق وحيد خليلوزيتش في كأس أمم إفريقيا 2021.
في 10 نوفمبر 2022، تم اختياره في قائمة المنتخب المغربي المكونة من 26 لاعبا لكأس العالم 2022 في قطر، سجل هدفه الأول في كأس العالم ضد بلجيكا بعد تسديدة من عبد الحميد الصابيري أكملها سايس في الشباك والذي إنتهى لصالح المغرب 2-0.

## الإحصائيات

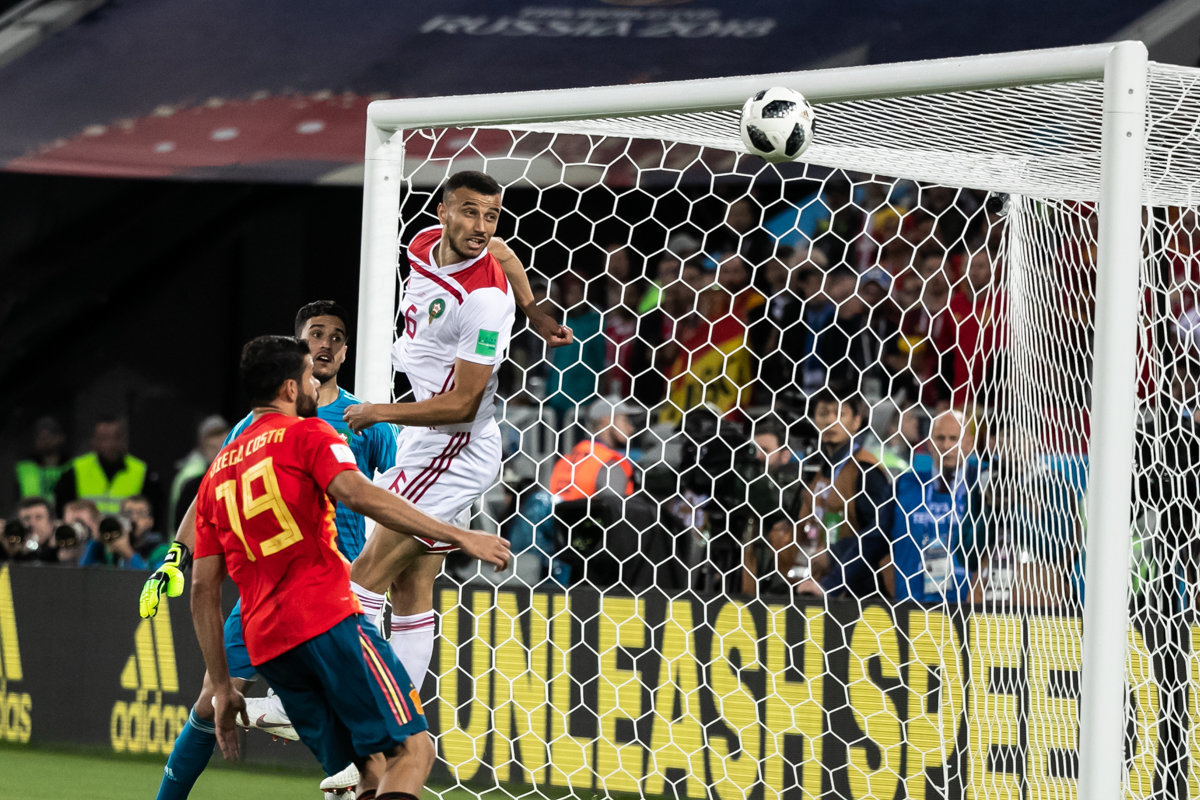
رومان سايس ينقد مرماه من هدف في مباراة المغرب ضد اسبانيا بكأس العالم 2018

| النادي         | الموسم         | الدوري                        | الدوري | الدوري  | الكأس  | الكأس   | المنتخب | المنتخب | الدوري الاوروبي | الدوري الاوروبي | المجموع | المجموع |
| النادي         | الموسم         | الدرجة                        | الظهور | الأهداف | الظهور | الأهداف | الظهور  | الأهداف | الظهور          | الأهداف         | الظهور  | الأهداف |
| -------------- | -------------- | ----------------------------- | ------ | ------- | ------ | ------- | ------- | ------- | --------------- | --------------- | ------- | ------- |
| أولمبيك فالانس | 2011–10        | بطولة فرنسا الوطنية 3         | 13     | 4       | 0      | 0       |         |         |                 |                 |         |         |
| أولمبيك فالانس | المجموع        | المجموع                       | 13     | 4       | 0      | 0       | 0       | 0       | 0               | 0               | 13      | 4       |
| كليرمونت 63    | 11-2012        | الدوري الفرنسي الدرجة الثانية | 17     | 1       | 2      | 0       |         |         |                 |                 | 19      | 1       |
| كليرمونت 63    | 12-2013        | الدوري الفرنسي الدرجة الثانية | 31     | 0       | 3      | 0       | 1       | 0       | 0               | 0               | 35      | 0       |
| كليرمونت 63    | المجموع        | المجموع                       | 48     | 1       | 5      | 0       | 1       | 0       | 0               | 0               | 54      | 1       |
| لوهافر         | 13-2014        | الدوري الفرنسي الدرجة الثانية | 27     | 1       | 1      | 0       |         |         |                 |                 | 28      | 1       |
| لوهافر         | 14-2015        | الدوري الفرنسي الدرجة الثانية | 34     | 2       | 3      | 0       |         |         |                 |                 | 27      | 2       |
| لوهافر         | المجموع        | المجموع                       | 61     | 3       | 4      | 0       | 0       | 0       | 0               | 0               | 65      | 3       |
| أنجيه          | 15-2016        | الدوري الفرنسي الدرجة الأولى  | 35     | 2       | 2      | 0       | 4       | 0       | 0               | 0               | 41      | 2       |
| أنجيه          | المجموع        | المجموع                       | 35     | 2       | 2      | 0       | 4       | 0       | 0               | 0               | 41      | 2       |
| ولفرهامبتن     | 16-2017        | دوري البطولة الإنجليزية       | 24     | 0       | 1      | 0       | 11      | 1       | 0               | 0               | 36      | 1       |
| ولفرهامبتن     | 17-2018        | دوري البطولة الإنجليزية       | 42     | 4       | 2      | 0       | 10      | 0       | 0               | 0               | 54      | 4       |
| ولفرهامبتن     | 18-2019        | الدوري الانجليزي الممتاز      | 19     | 2       | 7      | 0       | 9       | 0       | 0               | 0               | 35      | 2       |
| ولفرهامبتن     | 19-2020        | الدوري الانجليزي الممتاز      | 31     | 2       | 2      | 0       | 3       | 0       | 11              | 1               | 47      | 3       |
| ولفرهامبتن     | المجموع        | المجموع                       | 116    | 8       | 12     | 0       | 34      | 1       | 11              | 1               | 173     | 10      |
| المجموع الكامل | المجموع الكامل | المجموع الكامل                | 269    | 18      | 23     | 0       | 39      | 1       | 11              | 1               | 342     | 19      |

## الإنجازات

### النادي
ولفرهامبتون
- دوري البطولة الإنجليزية: 2018[14]

### فردية
- لاعب الموسم في نادي أنجيه الفرنسي: 2016
- الاتحاد الدولي لتاريخ وإحصاءات كرة القدم: تشكيلة العام في أفريقيا: 2022[15]